# (130391) 2000 JG81
2000 جاي جي 81 (ويعرف أيضًا باسم (130391) 2000 جاي جي 81 وفق تسمية الكوكب الصغير) (بالإنجليزية: 2000 JG81)‏ هو كويكب ضمن حزام الكويكبات؛ وترتيبه 130391 من حيث الاكتشاف.
اكتُشف هذا الجُرم الفلكي بواسطة مرصد لاسيلا في 6 مايو 2000.

## وصلات خارجية
- (130391) 2000 JG81 في قاعدة بيانات مختبر الدفع النفاث لأجرام النظام الشمسي الصغيرة

- الاكتشاف · مخطط المدار ·  العناصر المدارية · المعلمات المادية

- (130391) 2000 JG81 على موقع ويكي سكاي: DSS2, SDSS, GALEX, IRAS, Hydrogen α, X-Ray, Astrophoto, Sky Map, Articles and images